# Ação Revolucionária (Bielorrússia)
Ação Revolucionária ( em bielorrusso:  Рэвалюцыйнае дзеянне   , РД) é uma organização bielorrussa de anarcocomunistas. É a organização anarquista mais antiga na Bielorrússia ainda em atividade.

## História
A organização foi formada pela primeira vez em Minsk, em uma reunião em 13 de fevereiro de 2005. A reunião discutiu a situação no movimento anarquista bielorrusso, e sua falta de organização, disciplina e vetor direcional de ações. Como resultado da discussão, foi decidido criar uma organização anarcocomunista em Minsk, como um ramo da "Ação Autônoma", que existia na Rússia desde 2002. A Ação Autônoma Bielorrussa (AA-Bielo-Rússia) foi um amálgama da Frente Anarquista Bielo-russa (BAF) e vários ativistas da cena punk hardcore politizada. Naquela época, AA-Bielo-Rússia mal tinha dez membros.
Em 5 de março de 2010, por maioria absoluta de   votos, o capítulo bielorrusso decidiu deixar a Ação Autônoma e formar uma organização independente. As razões para esta decisão foram:
- a tendência de AA em direção ao liberalismo de esquerda ;
- inconveniência dos princípios organizacionais de AA para a organização bielorrussa e as realidades locais;
- altas taxas de filiação em AA e a falta de transparência em seu uso.

Em 11 de abril de 2010, a "Ação Autônoma-Bielo-Rússia" anunciou sua retirada de AA e mudou seu nome para "Ação Revolucionária".

## Ideologia
A ideologia da Ação Revolucionária é baseada no "Anarquismo social, anarcocomunismo e Ilegalismo". Este último, na interpretação da organização, implica que os ativistas utilizem em suas atividades aqueles métodos que são eficazes em uma dada situação, independentemente de sua legalidade. A organização tem entre seus objetivos difundir as ideias do anarquismo, criar um movimento organizado, combinando agitação e ação direta, preparando-se para uma revolução social e se expandindo tanto no território da República da Bielorrússia quanto no exterior. A RA utiliza o site e as redes sociais para divulgar suas ideias. Os participantes da Ação Revolucionária não divulgam sua filiação organizacional e sua participação em quaisquer ações como organização, devido à existência do artigo 191 (Ação em nome de uma organização não registrada) do Código Penal da República da Bielo-Rússia e a atenção dos serviços especiais às atividades da organização.

### Princípios de organização
- Proximidade dos membros;
- Distribuição de funções;
- Igualdade na votação (uma pessoa - um voto);
- Planejamento;
- Conspiração;
- Ilegalismo.

### Anarquismo militante
Um dos vetores no desenvolvimento da ideologia da Ação Revolucionária, além de focar na revolução social e no ilegalismo, é o desenvolvimento de um conceito prático, que a própria organização denomina de "anarquismo-militante" - prática voltada para a formação organizada e disciplinada anarquistas revolucionários capazes de atuar em diferentes condições usando diferentes métodos para promover as ideias anarquistas. O anarquismo militante inclui o plataformismo, ou seja, a unificação dos anarquistas em uma organização de acordo com o princípio da unidade teórica e tática. De acordo com a descrição da Ação Revolucionária, o anarquismo militante, em oposição ao anarquismo pós-esquerda, representa métodos políticos de luta: agitação, recrutamento de novos participantes, preparação teórica, criação de infraestrutura, ação direta e preparação para a revolução social. Um componente importante do anarquismo militante também é o treinamento militar e o estudo de táticas de participação em conflitos armados. Segundo a organização, a razão para isso foi a análise do Euromaidan, da guerra no Donbass e da guerra civil síria.

## Atividades

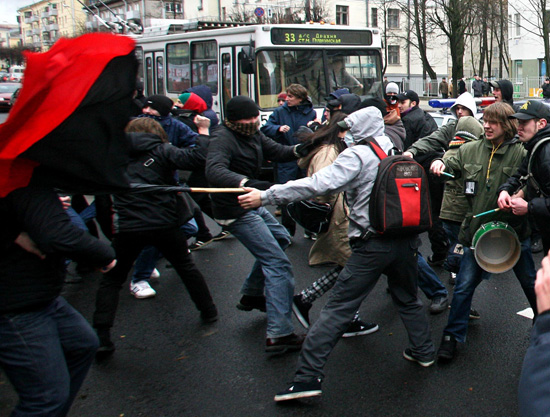
Uma briga em uma marcha social.

Com base na análise das informações apresentadas no site da organização e informações na mídia, pode-se concluir que os membros da AR participaram ativamente de muitas ações anarquistas de rua sancionadas (Chernobyl Way em 2006–2009, Social March ), e não autorizado (procissão do Dia de Maio em 2008, ação contra os exercícios no Oeste-2009 ).
Além disso, em seu site, os participantes da Ação Revolucionária simpatizam abertamente com os ataques anarquistas ao estado e às instituições financeiras que ocorreram em Minsk em 2009-2010: ("Anarquistas atacaram um cassino no centro de Minsk", " Os anarquistas atacaram a Federação dos Sindicatos da Bielorrússia "," Os anarquistas atacaram uma filial do Banco da Bielorrússia ").
No outono de 2010, após um ataque à embaixada russa em Minsk, a organização foi exposta devido à traição de alguns de seus membros; alguns de seus ativistas foram presos e condenados a penas de prisão na Bielo-Rússia. Organizações de direitos humanos os reconheceram como prisioneiros políticos.
Como resultado das repressões de 2010, o movimento anarquista sofreu graves danos. Entre 2010 e 2013, o site da organização publicou principalmente notícias locais e internacionais sobre questões sociais e econômicas, bem como informações sobre prisioneiros anarquistas. Do final de 2013 ao início de 2014, foram realizadas ações simbólicas e materiais de propaganda distribuídos em Minsk e Gomel.

### Protestos contra o Decreto Presidencial No. 3
No final de fevereiro de 2017, expirou o prazo para pagamento do imposto previsto no Decreto n.º 3 do Presidente da República da Bielorrússia, mais conhecido por “Decreto dos Parasitas”. O Decreto nº 3 "Sobre a prevenção da dependência social" estabeleceu a obrigação dos cidadãos da Bielorrússia que não participaram no financiamento das despesas públicas, ou participaram em menos de 183 dias corridos no ano passado, de pagar ao estado uma taxa em a quantidade de 20 unidades básicas. Este imposto causou descontentamento entre os cidadãos bielorrussos, o que resultou em uma série de protestos no país, alguns dos quais com a presença de anarquistas. No final de fevereiro, eles bloquearam a faixa de rodagem de uma das ruas de Minsk, ao longo da qual passaram com pirotecnia e uma faixa "Oficial é o principal parasita". Não há informações na mídia sobre as prisões de participantes da ação. A presença no banner da logomarca da organização e um link para seu website sugere que os participantes da RA provavelmente estão relacionados a esta ação. No início do ano, os anarquistas já começaram a espalhar a agitação sob o lema "O oficial é o principal parasita" em diferentes cidades. Assim, os ativistas enfocaram o fato de que o peso para o orçamento do país é gerado não por pessoas que perderam seus empregos em decorrência do aumento do desemprego, mas por um excessivo aparato administrativo, cuja eficácia foi questionada.
No dia 5 de março, em Brest, outra ação de protesto contra o decreto nº 3 foi realizada perto do prédio do comitê executivo da cidade, que foi inesperadamente liderado por um grupo de anarquistas sob bandeiras negras e com uma faixa "Oficial é o principal parasita", que continha um link para o site da Ação Revolucionária. Os anarquistas fizeram vários discursos em um megafone e deram uma oportunidade para qualquer um dos manifestantes falar nele. Em seguida, uma coluna de 1.000 a 2.000 manifestantes, liderados por um grupo de anarquistas, entoando slogans, marchou ao longo da rua Sovetskaya e bloqueou a avenida Masherov. A ação terminou após um curto piquete perto do edifício TsUM. No mesmo dia, 5 pessoas foram detidas em Brest em conexão com esses eventos.
Em 13 de março, o site da Ação Revolucionária e a comunidade da organização nas redes sociais começaram a espalhar uma convocação para protestos em várias cidades bielorrussas de 18 a 19 de março. Como resultado, as ações foram realizadas em apenas cinco cidades e um total de 200 a 500 pessoas reunidas. A própria organização atribui um número tão baixo de manifestantes à recusa de vários meios de comunicação da oposição em espalhar o apelo anarquista.
Após a dispersão da manifestação de 25 de março em Minsk e a prisão de muitos manifestantes e anarquistas, a Ação Revolucionária lançou o projeto BandaLuki, no qual coleta dossiês de funcionários do Ministério de Assuntos Internos, serviços especiais e trabalhadores da mídia estatal que participou de repressões contra a oposição e anarquistas.

### Luta anti-censura
Desde o outono de 2016, o site RA foi bloqueado na Rússia e Bielo-Rússia. Posteriormente, a organização criou três espelhos revbel.cc, revbel.info e revbel.net. Todos eles também foram bloqueados de IPs bielorrussos, bem como uma página pública e um grupo na rede social VKontakte e o projeto BandaLuki. Em junho de 2017, a organização apresentou seu próprio aplicativo para Android, que permite contornar o bloqueio usando Tor e VPN e ter acesso ao site da organização e ao projeto BandaLuki. Naquele momento, a organização mantinha um grupo no Facebook, um canal do Telegram e uma conta no Twitter. No período de 2015 a 2017, cerca de dez unidades de materiais de campanha da organização, incluindo brochuras e folhetos, foram incluídas na lista de materiais extremistas da República por decisão judicial.
Em novembro de 2021, o Ministério de Assuntos Internos da Bielorrússia reconheceu os recursos da Internet da Ação Revolucionária como uma organização extremista. Criar ou participar de tal formação é atualmente uma ofensa criminal na Bielorrússia.